# فلاديمير كوفاتش
فلاديمير كوفاتش هو لاعب كرة قدم سلوفاكي في مركز الدفاع، ولد في 29 أبريل 1991 في بوينيتسى في سلوفاكيا. شارك مع منتخب سلوفاكيا تحت 19 سنة لكرة القدم ومنتخب سلوفاكيا تحت 21 سنة لكرة القدم. أما مع النوادي، فقد لعب مع فيهين فيسبادن وميونخ 1860 ونادي بانيك هورنا ونادي روجومبيروك.

## وصلات خارجية
- فلاديمير كوفاتش على موقع قاعدة بيانات كرة القدم.إي يو (الإنجليزية)
- فلاديمير كوفاتش على موقع بيانات كرة القدم. دي إي (الألمانية)
- فلاديمير كوفاتش على موقع Soccerway.com (الإنجليزية)
- فلاديمير كوفاتش على موقع عالم كرة القدم.نت (الإنجليزية)